# Vermicularia fewkesi
Vermicularia fewkesi is een slakkensoort uit de familie van de Turritellidae. De wetenschappelijke naam van de soort is voor het eerst geldig gepubliceerd in 1890 door Yates.